# Изображая жертву
«Изображая жертву» — российская чёрная комедия режиссёра Кирилла Серебренникова, снятая по одноимённой пьесе братьев Пресняковых. Главную роль исполняет Юрий Чурсин. Четыре номинации на премию «Золотой орёл», пять номинаций на премию «Ника», включая победу за лучшую женскую роль второго плана (Лия Ахеджакова).

## Сюжет
Выпускник университета Валя (Юрий Чурсин) устраивается ради заработка в милицию, где во время следственных экспериментов должен в качестве статиста изображать жертв преступлений. Следственная группа в составе харизматичного капитана (Виталий Хаев), вооружённой видеокамерой младшего лейтенанта Люды (Анна Михалкова) и туповатого Севы (Александр Ильин) ежедневно вывозит подследственных на места преступлений, где им предлагается восстановить картину трагедии. Дополнительное сумасшествие в происходящее привносят сами преступники: пэтэушник Карась признаётся в том, что зарезал и пытался расчленить свою возлюбленную в уличном биотуалете, интеллигент Сысоев подозревается в том, что выбросил из окна собственную жену, неудачливый Ромео Закиров кавказской национальности утопил любимую в бассейне, а представитель малого бизнеса Верхушкин — застрелил бывшего одноклассника в суши-баре, «пульнул» из пистолета, как он выразился. То, что все эти убийства совершены без серьёзного мотива и повода, сказывается на нервно-психическом состоянии некоторых членов следственной группы.
Сам Валя проживает в московской квартире с матерью (Марина Голуб) и не может разобраться в своих отношениях с девушкой Олей. По соседству расположился родной дядя Вали, — Пётр (Фёдор Добронравов), который однажды заявляет, что он намерен поселиться у них и жить с матерью Вали. По ночам Вале снятся кошмары, в которых его посещает трагически погибший отец. В одном из снов отец сообщает Вале, что погиб не случайно: его отравил брат Петя. При очередном следственном эксперименте в японском суши-баре Валя узнаёт о том, что там в меню имеется опасное для жизни блюдо: рыба фугу, которая в случае её неправильного приготовления выделяет яд тетродотоксин. Затем дома на семейном обеде Валя угощает этой рыбой мать, дядю и свою девушку Олю и наблюдает, чем это закончится. Рыба оказывается приготовленной неправильно, и все участники обеда, кроме Вали (который её не ел), умирают на месте от отравления.
В последних сценах Валя, ранее изображавший жертву, сам оказывается участником следственного эксперимента в роли обвиняемого, а для изображения его жертв наняты трое других статистов. Потом в очередном своём сне он тонет в море с отцом, что означает неоправданные ожидания.

## В ролях
| Актёр             | Роль                            |
| ----------------- | ------------------------------- |
| Юрий Чурсин       | Валя                            |
| Виталий Хаев      | капитан                         |
| Марина Голуб      | мама Вали                       |
| Фёдор Добронравов | отчим Вали                      |
| Александр Ильин   | младший лейтенант Сева          |
| Анна Михалкова    | младший лейтенант Люда          |
| Максим Коновалов  | Верхушкин                       |
| Лия Ахеджакова    | работница японского ресторана   |
| Марат Башаров     | «Карась»                        |
| Игорь Гаспарян    | неудачливый Ромео Тахир Закиров |
| Елена Морозова    | Оля, девушка Вали               |
| Андрей Фомин      | интеллигент-неврастеник Сысоев  |

## Съёмочная группа
- Авторы сценария: Владимир Пресняков, Олег Пресняков
- Режиссёр: Кирилл Серебренников
- Продюсеры: Леонид Загальский, Ульяна Савельева
- Оператор-постановщик: Сергей Мокрицкий
- Художник-постановщик: Валерий Архипов
- Композитор: Александр Маноцков

## Саундтрек
«Zundoko Bushi» в исполнении японской группы «The Drifters» является пародией на японскую народную песню.

## Факты
- На 32-й минуте фильма на экране телевизора появляется отрывок из японского мультфильма Nekojiru-so.
- Анимационные вставки между эпизодами были выполнены Алёной Лебедевой и Романом Соколовым, будущим художником-постановщиком мультфильма «Мы не можем жить без космоса».
- В фильме прозвучал отрывок из стихотворения Пастернака «Быть знаменитым некрасиво».

## Награды
- 2006 — Главный приз Открытого российского кинофестиваля «Кинотавр»
- 2006 — Главный приз первого Римского международного кинофестиваля
- 2006 — Приз зрительских симпатий «Серебряный грифон» XIV «Фестиваля фестивалей»
- 2007 — Премия «Ника» в категории «Лучшая женская роль второго плана» (Лии Ахеджаковой)

## Технические данные
- Производство: «Новые люди» и «Вега Продакшн»
- Художественный фильм, цветной
- Ограничение по возрасту: не рекомендуется лицам до 16 лет
- Прокатное удостоверение № 111004505 от 07.06.06.
- Первый показ в кинотеатре: 8 июня 2006
- Сборы: 5 109 631 рубль[1]
- Первый показ по центральному ТВ: 4 марта 2007, Первый канал (с цензурой), рейтинг — 4,7, доля — 16,3[2]